# Pavel Janků
Pavel Janků  (* 28. dubna 1969, Šumperk) je bývalý český hokejový útočník a trenér. Jeho drobná postava mu umožňuje hrát především technický hokej.[zdroj⁠?!]

## Hráčská kariéra
Za svou kariéru procestoval mnoho klubů a zůstal v nich několik sezón. Svou kariéru začal v Brně. Dále hrál ve Zlíně a následně šel do Třince, kde působil 7 odehraných sezón. Po 7 sezónách mu Třinec oznámil, že nezapadá do koncepce a tak se rozhodl jít do Ústí nad Labem, kde byl 4 sezóny.
Zkusil sezóny v klubech: Slavia, Karlovy Vary, Jihlava a Vsetín.
V roce 2010 dovršil 41 let a sám potvrdil, že pokud bude zájem, další sezónu si rád zahraje. Za extraligovou zkušenost si získal obdiv především díky čichu na góly (287) a parádním přihrávkám (255), za 756 zápasů. Fanoušci ho mají rádi také díky jeho fair play. Za 756 zápasů v extralize nasbíral pouhých 174 trestných minut.
V reprezentaci odehrál jen 8 zápasů, vsítil branku v 1. minutě v zápase s Norskem.
V Ústí hrál poslední sezónu s Alinčem a Pazourkem. Tato formace, i přes svůj věk (dohromady 113 let), ovládla základní část 1. ligy 2009/2010. S Pazourkem se Janků zná už od sezóny, kdy nastoupil do Ústí, takže s ním byl už sehraný, ale s Alinčem hrál první sezónu. Všichni tři si ale padli do oka a pomohli Ústí k 1. místu základní části a alespoň stříbrnému úspěchu v playoff.
Svou kariéru ukončil po sezóně 2010/2011.
V sezonách 2011/2012 a 2012/2013 byl asistentem trenéra u týmu HC Oceláři Třinec, z kterého byl však spolu s hlavním trenérem po sezoně 2012/2013, kdy tým skončil celkově na 4. místě, velice překvapivě odvolán.

## Ocenění a úspěchy
- 1995 ČHL - Nejlepší střelec
- 1995 ČHL - Nejlepší střelec v playoff
- 1995 ČHL - Nejproduktivnější hráč v playoff
- 2001 ČHL - Nejvíce vstřelených vítězných branek
- 2007 Postup s týmem HC Slovan Ústečtí Lvi do ČHL

## Klubová statistika
| Sezóna       | Klub                       | Soutěž       |     | Základní část | Základní část | Základní část | Základní část | Základní část |    | Play off | Play off | Play off | Play off | Play off |
| Sezóna       | Klub                       | Soutěž       | Z   | G             | A             | B             | TM            | Z             | G  | A        | B        | TM       |          |          |
| 1988-89      | TJ Lokomotiva Ingstav Brno | 1.SNHL       | —   | 1             | —             | —             | —             | —             | —  | —        | —        | —        |          |          |
| 1989-90      | HK Dukla Trenčín           | ČSHL         | 1   | 0             | 0             | 0             | 0             | —             | —  | —        | —        | —        |          |          |
| 1989-90      | TJ Slovan OSCR Topoľčany   | 1.SNHL       | —   | —             | —             | —             | —             | —             | —  | —        | —        | —        |          |          |
| 1991-92      | HC Zetor Brno              | ČSHL         | 35  | 11            | 4             | 15            | —             | —             | —  | —        | —        | —        |          |          |
| 1992-93      | HC Královopolská Brno      | 1.ČNHL       | 47  | 42            | 22            | 64            | —             | —             | —  | —        | —        | —        |          |          |
| 1993-94      | AC ZPS Zlín                | ČHL          | 44  | 21            | 20            | 41            | 8             | 3             | 2  | 1        | 3        | 2        |          |          |
| 1994-95      | AC ZPS Zlín                | ČHL          | 42  | 28            | 22            | 50            | 4             | 12            | 9  | 8        | 17       | 14       |          |          |
| 1995-96      | AC ZPS Zlín                | ČHL          | 34  | 10            | 10            | 20            | 10            | 8             | 3  | 3        | 6        | 2        |          |          |
| 1996-97      | AC ZPS Zlín                | ČHL          | 51  | 27            | 19            | 46            | 16            | —             | —  | —        | —        | —        |          |          |
| 1997-98      | HC ZPS-Barum Zlín          | ČHL          | 49  | 15            | 20            | 35            | 8             | —             | —  | —        | —        | —        |          |          |
| 1998-99      | HC Becherovka Karlovy Vary | ČHL          | 46  | 19            | 13            | 32            | 4             | —             | —  | —        | —        | —        |          |          |
| 1999-00      | HC Becherovka Karlovy Vary | ČHL          | 32  | 13            | 15            | 28            | 4             | —             | —  | —        | —        | —        |          |          |
| 1999-00      | HC Oceláři Třinec          | ČHL          | 13  | 5             | 3             | 8             | 6             | 4             | 0  | 0        | 0        | 2        |          |          |
| 2000-01      | HC Oceláři Třinec          | ČHL          | 52  | 22            | 17            | 39            | 8             | —             | —  | —        | —        | —        |          |          |
| 2001-02      | HC Oceláři Třinec          | ČHL          | 50  | 16            | 23            | 39            | 14            | 6             | 3  | 0        | 3        | 2        |          |          |
| 2002-03      | HC Oceláři Třinec          | ČHL          | 48  | 21            | 16            | 37            | 6             | 12            | 4  | 3        | 7        | 2        |          |          |
| 2003-04      | HC Oceláři Třinec          | ČHL          | 51  | 15            | 25            | 40            | 14            | 7             | 0  | 2        | 2        | 2        |          |          |
| 2004-05      | HC Oceláři Třinec          | ČHL          | 33  | 5             | 5             | 10            | 14            | —             | —  | —        | —        | —        |          |          |
| 2004-05      | HC Dukla Jihlava           | ČHL          | 5   | 3             | 0             | 3             | 0             | —             | —  | —        | —        | —        |          |          |
| 2005-06      | Vsetínská hokejová         | ČHL          | 24  | 6             | 5             | 11            | 14            | —             | —  | —        | —        | —        |          |          |
| 2005-06      | HC Oceláři Třinec          | ČHL          | 15  | 4             | 6             | 10            | 8             | 4             | 1  | 1        | 2        | 0        |          |          |
| 2006-07      | HC Slovan Ústečtí Lvi      | 1.ČHL        | 47  | 16            | 13            | 29            | 30            | 12            | 3  | 4        | 7        | 6        |          |          |
| 2007-08      | HC Slovan Ústečtí Lvi      | ČHL          | 47  | 15            | 10            | 25            | 24            | —             | —  | —        | —        | —        |          |          |
| 2008-09      | HC Slovan Ústečtí Lvi      | 1.ČHL        | 37  | 10            | 15            | 25            | 22            | 15            | 4  | 9        | 13       | 0        |          |          |
| 2009-10      | HC Slovan Ústečtí Lvi      | 1.ČHL        | 37  | 23            | 15            | 38            | 14            | 14            | 5  | 5        | 10       | 2        |          |          |
| 2010-11      | BK Mladá Boleslav          | ČHL          | 1   | 0             | 0             | 0             | 0             | —             | —  | —        | —        | —        |          |          |
| 2010-11      | HC Kladno                  | ČHL          | 3   | 0             | 0             | 0             | 0             | —             | —  | —        | —        | —        |          |          |
| 2010-11      | HC Slovan Ústečtí Lvi      | 1.ČHL        | 35  | 10            | 9             | 19            | 10            | 3             | 0  | 0        | 0        | 2        |          |          |
| Celkem v ČHL | Celkem v ČHL               | Celkem v ČHL | 640 | 245           | 229           | 474           | 162           | 56            | 22 | 18       | 40       | 26       |          |          |

## Reprezentace
| Rok                       | Tým                       | Soutěž                    | Z | G | A | B | TM |
| ------------------------- | ------------------------- | ------------------------- | - | - | - | - | -- |
| 1995                      | Česko                     | MS                        | 8 | 1 | 0 | 1 | 2  |
| Seniorská kariéra celkově | Seniorská kariéra celkově | Seniorská kariéra celkově | 8 | 1 | 0 | 1 | 2  |